# Alexander Martin (1740-1807)
Alexander Martin (Contea di Hunterdon, 1740 – Contea di Rockingham, 10 novembre 1807) è stato un politico statunitense, fu il IV e il VII Governatore della Carolina del Nord.Inoltre è stato Senatore degli Stati Uniti per la Carolina del Nord